# イギリス国鉄8形蒸気機関車
イギリス国鉄8形蒸気機関車（イギリスてつどう8がたじょうききかんしゃ、英語: BR Standard Class 8）は1954年に製造されたイギリス国鉄の急客用蒸気機関車である。

## 概要
旧LMS鉄道時代に製造されたプリンセスロイヤル型46202号機「プリンセス・アン号」が1952年のハーロウ&ウィールドストーン鉄道事故の巻き添えで廃車となり、その代替としてクルー工場で「デューク・オブ・グロスター」1両のみ製造された。前述のプリンセスロイヤル型と同じく軸配置4-6-2パシフィックであり、設計はロバート・リデルスが担当した。鉄道ファンからは「デューク」と呼ばれている。

## 設計
全般的には同年まで製造された国鉄標準型7形を基本としているが、一部変更点が存在する。中でも特筆すべきが3シリンダーと弁装置である。
当初は7形を大型化した通常の2シリンダー機として計画されたが、馬力に耐えられる構造や整備の手間を考慮するとシリンダーが車両限界をオーバーしてしまう可能性があったため、やむなく3シリンダーに変更された。
弁装置はヒーナン・アンド・フラウド社製のカプロッティ式を採用した。これは従来型のワルシャート式やスチーブンソン式よりも強力な設計となっていた。
しかしながら、無理な構造設計や担当者間のやり取りの不備などにより、設計段階から欠陥がいくつも存在した。特に致命的だったのが排煙構造だった。カプロッティ式弁装置は従来型に比べて排煙が桁違いであり、それに耐えられる大出力のキルシャップエキゾーストが推奨されたにもかかわらず結局採用されなかった。また製作費削減のため煙突は既製品のスウィンドン工場製2連煙突が用いられ、標準的なサイズであったが本機のサイズに対しては小さすぎた。このため性能に見合うほどの排煙が困難となり牽引力に支障をきたした。
また、火室内の灰箱や吸気口のサイズも不足し、燃焼が不完全になりがちであった。これらの構造的欠陥はのちの動態復元工事の過程で明らかとなった。

## 運用
旧LMSの北ウェールズ海岸線クルー~ホリーヘッド間のボート・トレインで運用されたが、前述のとおり製造時のミスによる煙突や火室の欠陥により十分に排煙できず、牽引力も不足するなど運転も整備も難渋が多く、札付きの欠陥機として乗務員の評価は最悪だった。折しも、本機が営業運転に就いた1954年には国鉄で動力近代化計画が提示され、蒸気機関車は不要な存在となっていった。そのため増備は行われず、1両のみの存在にとどまり、設計が特殊かつ信頼性が低かったために設計ミスの修正も行われなかったことが祟り早くも1962年には営業運転から離脱し、わずか8年の活躍に終わった。

## 保存
廃車後の1965年に鉄道博物館の設立準備委員会によって保存候補リストに加わったが、それは本機を特徴づける片側の3連式シリンダーブロックのみをロンドン国立科学博物館の展示品としたもので、残りは廃棄されることとなり、バリーにあるデイ・ウッドダム兄弟のスクラップ工場に引き取られたが、本機の希少価値を理解していた社長はすぐには解体に着手せず、長らく工場の敷地内で放置された。1974年にデューク・オブ・グロスター号保存会が立ち上げられ、動態復元工事がすすめられたが、本機の特徴である弁装置をはじめとする多数の部品が欠落しており、復元工事は難航した。この過程で本機の寿命を縮めた設計ミスが次々に発見されることとなった。
- 大きさや馬力の割に煙突が小さすぎ、排煙が困難になっていた。
- 設計段階で通気口の設置が考慮されておらず、無理やり設置されたため小さすぎ、空気の送り込みが不十分で燃焼不足を招いた。

それを受けてキルシャップエキゾーストの搭載や大型煙突への交換などの改善がなされ、13年後の1987年に動態復元が完了し、ここに旧国鉄で最も強力な蒸気機関車としての持ち前を発揮することとなった。それは皮肉にも本機を置き換えた40型をはじめとするタイプ4のディーゼル機関車をしのぐほどであった。
本線復帰後の71000は現役時代は欠陥だらけだったと思えないほど快調そのもので、1995年9月30日から10月3日まで西海岸本線で行われた「シャップ・トライアル」の上り運用の速度記録を更新し、2803馬力をたたき出して牽引馬力の記録を更新した。「シャップ・トライアル」に参加していた他の機関車のうち、「ダッチェス・オブ・ハミルトン」は2343馬力、蒸気漏れと給炭不具合を起こしていた「サー・ナイジェル・グレズリー」は1812馬力しか出すことができなかった。
2007年6月9日にプレストン発カーライル行き団体列車としての運用中にペンリス駅で蒸気漏れを起こして運転打ち切りとなり、修理のためいったん運用離脱し、2008年1月に本線復帰したが、現在では現役時代と同様の牽引力不足や蒸気排出の不具合も時々見られるようになった。今後はこれらの不具合の改善が課題である。

## ギャラリー

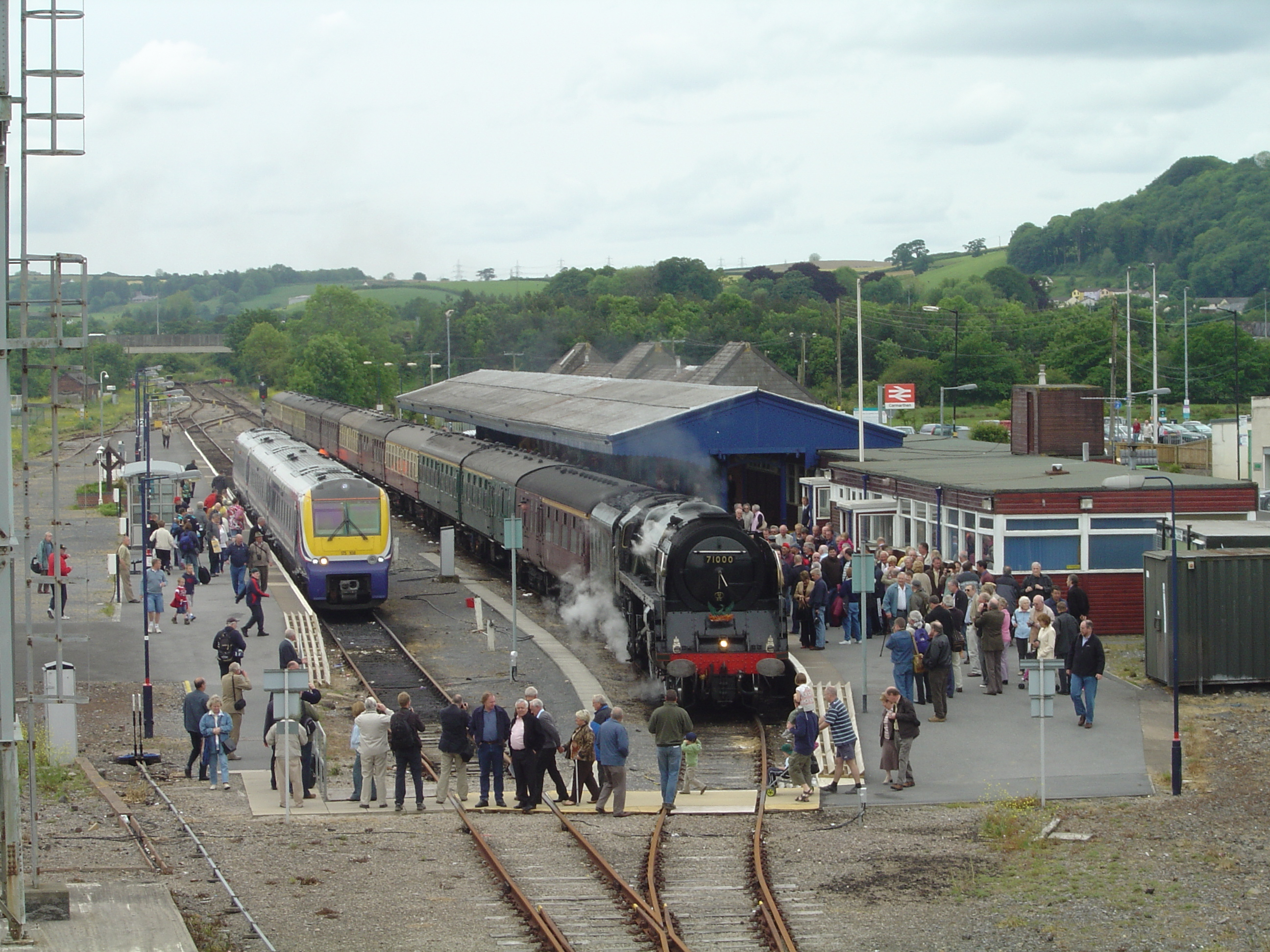
カーマーゼン駅（en）に停車するデューク・オブ・グロスター号。熱狂的な鉄道ファンが集まった。（2007年5月26日）
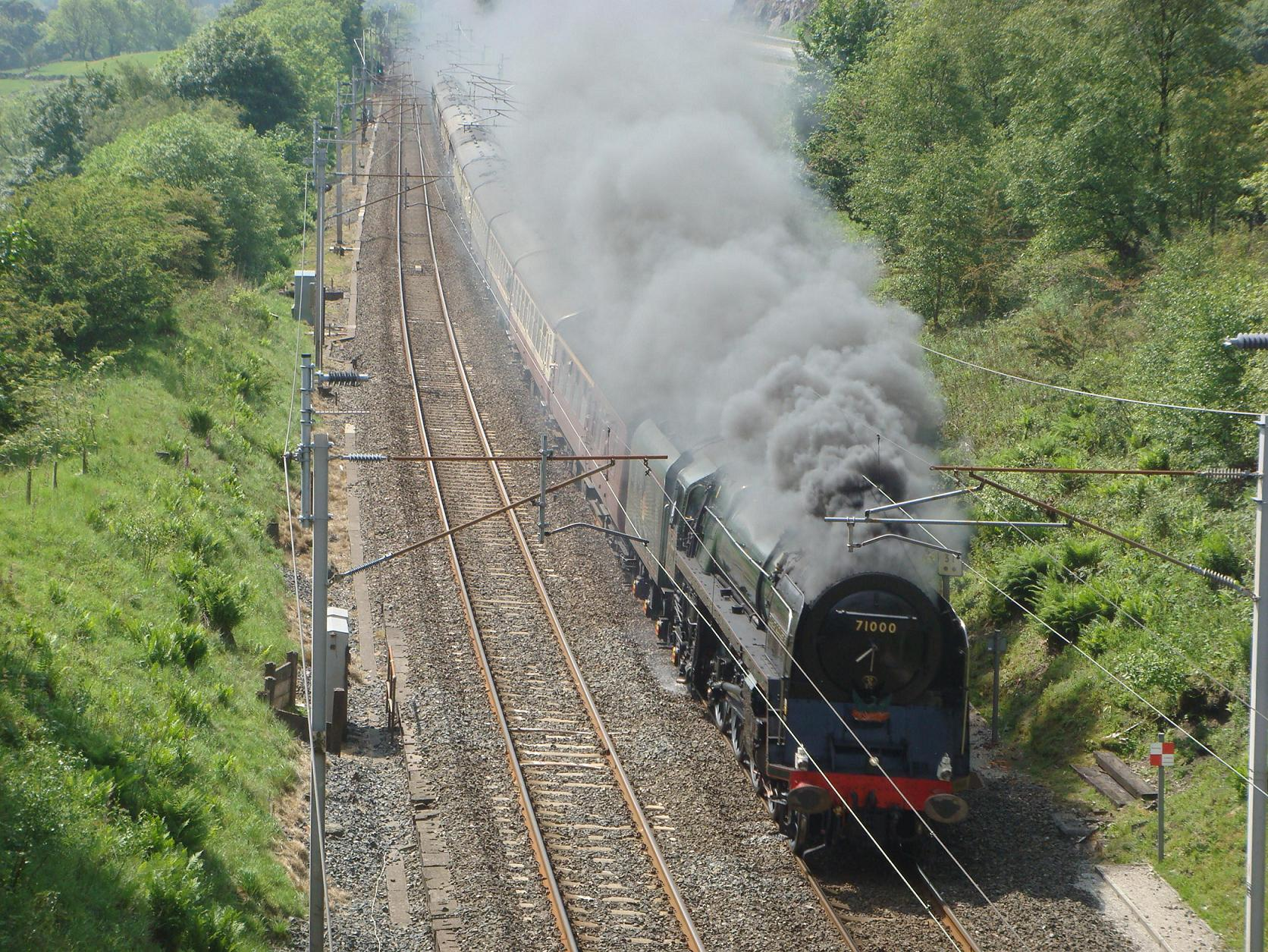
低速でシャップ（en）に接近中の71000。丘陵地に低速で迫る機関車は牽引力を発揮できず、このわずか5分後、ペンリスで故障が判明する。（2007年6月9日）

## 関連文献
- Gilbert, Dr. P. T. (編) "A Detailed History of BR Standard Steam Locomotives." Volume 1. Background to Standardisation and Pacific Classes、Railway Correspondence & Travel Society (RCTS)、1994年。 ISBN 0-901115-81-9 『イギリス国鉄制式蒸気機関車』シリーズ第1巻。標準化とパシフィック級の背景とその詳細な歴史。Railway Correspondence＆Travel Society（RCTS）発行、1994年。